# Schweinekrieg (1906)
Der Schweinekrieg war ein Zollkrieg zwischen Österreich-Ungarn und dem Königreich Serbien, der 1906 ausbrach und bis 1908 bzw. 1911 andauerte. Die Habsburgermonarchie versuchte dabei erfolglos, Serbien nach dem Auslaufen eines Handelsvertrages mit wirtschaftlichen Mitteln in ökonomischen und politischen Fragen unter Druck zu setzen.

## Verlauf
Der serbische Ministerpräsident Nikola Pašić war bestrebt, die wirtschaftliche Abhängigkeit vom nördlichen Nachbarn durch Annäherung an Frankreich und einen Handelsvertrag mit Bulgarien zu verringern. Die ungarische Regierung Fejérváry sperrte im Januar 1906 die Grenze für Einfuhren aus Serbien wegen angeblicher Seuchengefahr. Am 7. Juli 1906 verweigerte Österreich-Ungarn Serbien generell die Einfuhr und den Transit von Vieh, Geflügel und Agrarprodukten. Eine Wirtschaftskatastrophe im kleinen Balkanland war die Folge.
Die Donaumonarchie führte die serbische Landwirtschaft durch die Sperrung der Grenzen für serbisches Schweinefleisch und andere Lebensmittel an den Rand des Ruins. Belgrad gab aber nicht nach, wie früher bei ähnlichen Gelegenheiten, sondern reagierte mit Einführung eines Maximalzolls auf alle Waren aus dem Gebiet des bisher wichtigsten Handelspartners.
Durch Umorientierung seiner Handelsbeziehungen und den Aufbau einer eigenen fleischverarbeitenden Industrie konnte das Embargo letztlich überstanden werden. Dadurch kam es letztlich zur ökonomischen Abnabelung Serbiens von der Habsburgermonarchie. Österreich-Ungarn, das vor dem Konflikt 88 % der serbischen Ausfuhr abgenommen und rund 58 % der Importe gestellt hatte, wickelte danach nur mehr 30 % des serbischen Außenhandels ab.
In Wien waren die Maßnahmen gegen den kleinen Nachbarn durchaus umstritten: So musste im Oktober 1906 Außenminister Gołuchowski auf Druck Ungarns zurücktreten. Ungarn verfolgte zum Schutz der eigenen Landwirtschaft einen noch härteren Kurs.
Die serbische Industrie erlebte während des Konflikts einen Aufschwung. Um die Wirtschaft zu diversifizieren, wurden Betriebsgründungen gefördert. Die Hälfte aller 1914 bestehenden Fabriken wurden erst nach 1906 gegründet. Kapital floss verstärkt ins Land, begünstigt durch die Zollschranken für die ausländische Import-Konkurrenz.
Das Scheitern der österreichischen Politik im Schweinekrieg rührte auch daher, dass das verbündete Deutsche Kaiserreich die Maßnahmen nicht unterstützte, sondern sogar große Teile des Handelsvolumens mit Serbien selbst übernahm. Der Zollkrieg endete vorerst im März 1908 mit einem für Serbien wesentlich ungünstigeren Handelsvertrag.
Als Folge des Schweinekriegs wuchs der Drang Serbiens nach einem Zugang zur Adria, um sich ökonomisch vollkommen von der Donaumonarchie lösen zu können. Die Konflikte der Nachbarstaaten verschärften sich und führten in der Bosnischen Annexionskrise 1908 zu einem Höhepunkt, der beinahe in einen europäischen Krieg gemündet hätte.